# Назар (имя)
Наза́р (уст. Назарий) — мужское имя, которое имеет несколько версий происхождения. Первая — древнееврейского происхождения, от др.-евр. נָזַר‬, nazar — «посвятил себя богу» (см. назорей).
Дополнительные толкования имени: от др.-евр. נצר‬ — «росток». В то же время в апокрифическом Евангелии от Филиппa упоминается происхождение имени от слова «Nazara» — «Истина». В христианстве часто привносится смысл «родом из Назарета».
Вторая — имя имеет персидское, тюркское или арабское происхождение от слово nazar  — «взгляд», с приписываемыми значениями — «зоркий», «дальновидный». На основе этого имени строятся производные имена: Назарбай — «взгляд господина, повелителя, богатея»; Назарбек — «взгляд хозяина».
Третья — имеет греческое происхождение и в переводе означает «тот, кто родом из Назарета». Часто приводится в пример и толкуется христианами со всего мира. Однако, данная версия считается историками наиболее маловероятной. 
Распространено в России, Украине, Армении, Испании и Средней Азии.